# Peter Jacquemyn

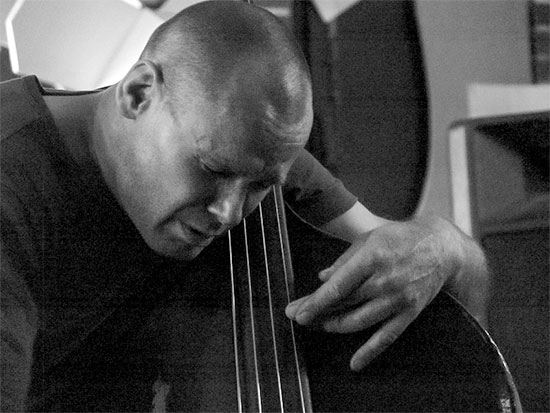
Peter Jacquemyn beim Aarhus Jazz Festival 2012

Peter Jacquemyn (* 1963 in Schaarbeek) ist ein belgischer bildender Künstler und Kontrabassist der freien Improvisationsmusik.

## Wirken
Jacquemyn bearbeitet als Bildhauer Holz unter anderem mit der Kettensäge; daneben erstellt er Zeichnungen, Druckgrafiken und Malerei. Als Bassist ist er Autodidakt. Seit 1984 spielt er Konzerte und ist schon seit langem Mitglied der belgischen Werkgroep Improviserende Muzikanten. Er arbeitete mit Fred Van Hove, Jacques Palinckx, Peter Kowald, Conny Bauer, Wolfgang Fuchs, Takashi Yamane, LaDonna Smith, Jo Truman, Michael Moore, Ernst Reijseger, Floros Floridis, Daunik Lazro, Barre Phillips, Roger Turner, John Edwards, Joëlle Léandre und Phil Minton.
Tonträger seiner musikalischen Aktivitäten werden seit 1999 veröffentlicht. Er arbeitete seitdem im Duo mit Gunda Gottschalk, mit Geurt Grossfeld und mit André Goudbeek (das mit Lê Quan Ninh und Christine Wodrascka zum Quartett erweitert wurde) und im Trio mit Jeffrey Morgan und Mark Sanders sowie im Trio mit Peter Brötzmann und Steve Noble. Weiter ist er mit Tänzern wie Maria Clara Villa-Lobos, Geraldo Si, Fien Sulmont, Patricia Kuypers und Mikiko Sagawa aufgetreten.

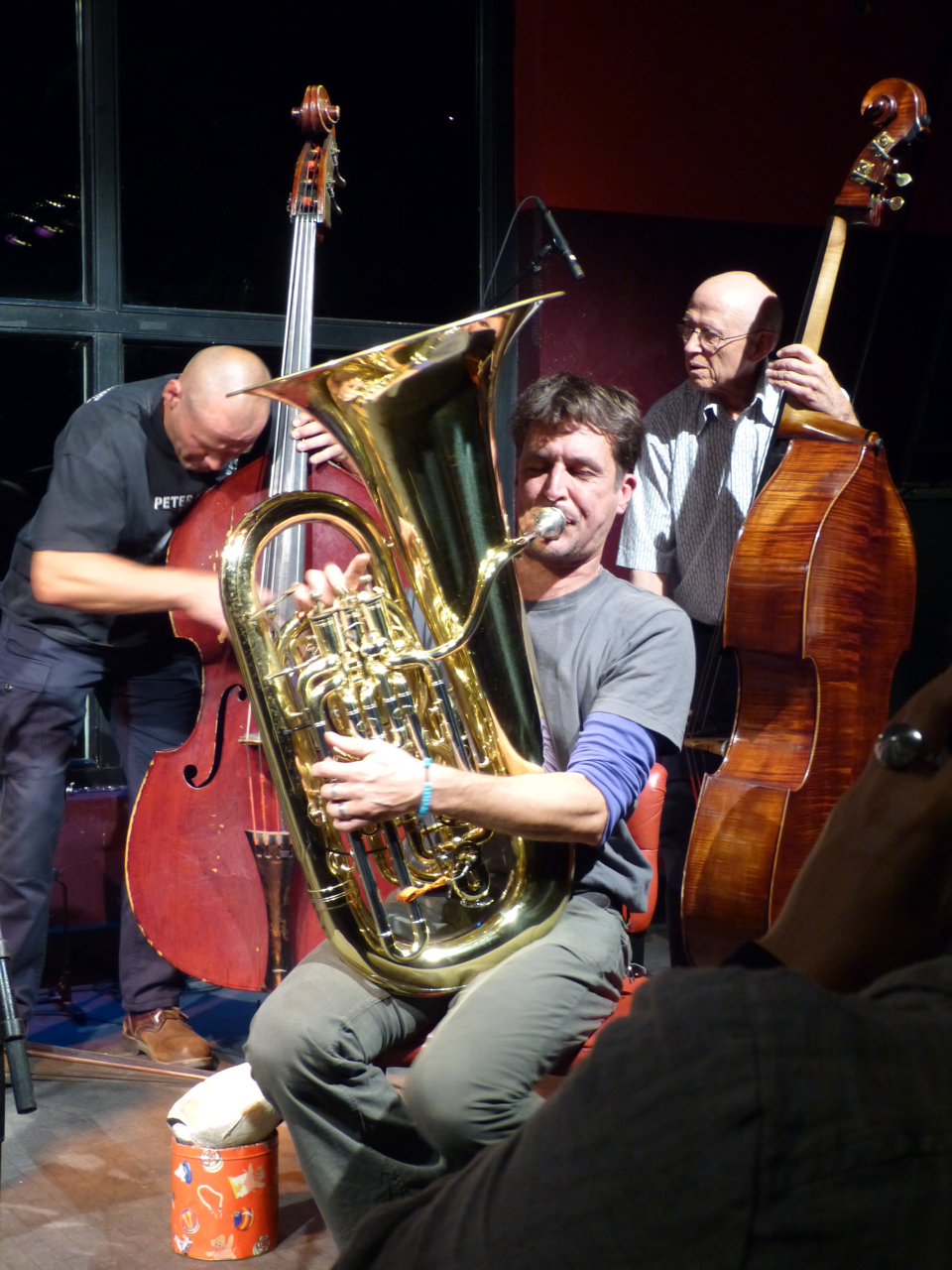
Peter Jacquemyn (links) mit Barre Phillips (rechts) und Carl Ludwig Hübsch (vorne, Köln 2012)

## Diskographische Hinweise
- Kontrabass solo (Logos Publiek Domein 1999)
- Peter Kowald, William Parker, Peter Jacquemyn Deep Music (Free Elephant 2001; Kowald in Duos)
- Gunda Gottschalk/Peter Jacquemyn/Ute Völker Baggerboot (Henceforth Records 2003)
- André Goudbeek/Christine Wodrascka/Peter Jacquemyn/Lê Quan Ninh AGiiiiR (Free Elephant 2005)
- Fred Van Hove/Damon Smith/Peter Jaquemyn Burns Longer (Balance Point Acoustics 2008)
- Kris Wanders Outfit In Remebrance of the Human Race (Not Two Records 2009, mit Johannes Bauer und Mark Sanders)
- Phil Minton + Audrey Chen + Guy Segers + Peter Jacquemyn + Teun Verbruggen Quintet (Sub Rosa 2013)[1]
- Fundament (El Negocito Records, 2018)
- Roy Campbell, John Dikeman, Raoul van der Weide, Peter Jacquemyn, Klaus Kugel: When the Time Is Right (577 Records, 2021)
- Peter Jacquemyn & Dirk Serries: Live at Lockerse Jazz Club (2021)
- Gonçalo Almeida & Peter Jacquemyn: Encounters (2024)